# Liste der Bodendenkmäler in Adlkofen
Auf dieser Seite sind die Bodendenkmäler in der niederbayerischen Gemeinde Adlkofen zusammengestellt. Diese Tabelle ist eine Teilliste der Liste der Bodendenkmäler in Bayern. Grundlage ist die Bayerische Denkmalliste, die auf Basis des Bayerischen Denkmalschutzgesetzes vom 1. Oktober 1973 erstmals erstellt wurde und seither durch das Bayerische Landesamt für Denkmalpflege geführt wird. Die folgenden Angaben ersetzen nicht die rechtsverbindliche Auskunft der Denkmalschutzbehörde.

## Bodendenkmäler in Adlkofen
| Lage                      | Objekt | Akten-Nr.     | Bild |
| ------------------------- | --- | ------------- | ---- |
| Adlkofen (Standort)       | Grabhügel vorgeschichtlicher Zeitstellung. | D-2-7439-0083 |      |
| Adlkofen (Standort)       | Burgstall des Mittelalters. | D-2-7439-0084 |      |
| Adlkofen (Standort)       | Siedlung des Neolithikums und der Latènezeit. | D-2-7439-0085 |      |
| Adlkofen (Standort)       | Verebneter Grabhügel vorgeschichtlicher Zeitstellung. | D-2-7439-0086 |      |
| Adlkofen (Standort)       | Verebnete Grabhügel vorgeschichtlicher Zeitstellung. | D-2-7439-0087 |      |
| Adlkofen (Standort)       | Verebnete Grabhügel und verebnetes Grabenwerk vor- und frühgeschichtlicher Zeitstellung. | D-2-7439-0088 |      |
| Adlkofen (Standort)       | Verebnetes Grabenwerk und Siedlung vor- und frühgeschichtlicher Zeitstellung. | D-2-7439-0089 |      |
| Adlkofen (Standort)       | Verebnetes Grabenwerk vor- und frühgeschichtlicher Zeitstellung (Viereckschanze der späten Latènezeit). | D-2-7439-0090 |      |
| Oberaichbach (Standort)   | Siedlung vor- und frühgeschichtlicher Zeitstellung. | D-2-7439-0091 |      |
| Adlkofen (Standort)       | Siedlung vor- und frühgeschichtlicher Zeitstellung. | D-2-7439-0092 |      |
| Dietelskirchen (Standort) | Siedlung vorgeschichtlicher Zeitstellung, unter anderem des Spätneolithikums (Altheimer Gruppe), des Endneolithikums (Chamer Gruppe) oder der frühen Bronzezeit sowie der Latènezeit. | D-2-7439-0093 |      |
| Dietelskirchen (Standort) | Siedlung vorgeschichtlicher Zeitstellung. | D-2-7439-0094 |      |
| Frauenberg (Standort)     | Siedlung vorgeschichtlicher und neolithischer Zeitstellung, unter anderem der Linear- und Stichbandkeramik/Gruppe Oberlauterbach sowie der Münchshöfener Gruppe, der Metallzeiten, unter anderem der Bronzezeit, Urnenfelderzeit und Hallstattzeit, sowie des Mittelalters und der Neuzeit. | D-2-7439-0095 |      |
| Frauenberg (Standort)     | Siedlung der Linear- und Stichbandkeramik/Gruppe Oberlauterbach. | D-2-7439-0096 |      |
| Frauenberg (Standort)     | Siedlung vorgeschichtlicher Zeitstellung. | D-2-7439-0097 |      |
| Frauenberg (Standort)     | Siedlung vor- und frühgeschichtlicher Zeitstellung. | D-2-7439-0098 |      |
| Frauenberg (Standort)     | Siedlung vor- und frühgeschichtlicher Zeitstellung. | D-2-7439-0099 |      |
| Frauenberg (Standort)     | Verebnetes Grabenwerk und Siedlung vor- und frühgeschichtlicher Zeitstellung. | D-2-7439-0100 |      |
| Jenkofen (Standort)       | Siedlung vor- und frühgeschichtlicher Zeitstellung. | D-2-7439-0101 |      |
| Jenkofen (Standort)       | Verebnete Grabhügel vorgeschichtlicher Zeitstellung. | D-2-7439-0102 |      |
| Jenkofen (Standort)       | Verebnete Grabhügel vorgeschichtlicher Zeitstellung. Siedlung des späten Mittelalters und der frühen Neuzeit. | D-2-7439-0103 |      |
| Jenkofen (Standort)       | Siedlung und verebneter Graben vor- und frühgeschichtlicher Zeitstellung. | D-2-7439-0104 |      |
| Wolfsbach (Standort)      | Siedlung vor- und frühgeschichtlicher Zeitstellung. | D-2-7439-0105 |      |
| Wolfsbach (Standort)      | Siedlung vor- und frühgeschichtlicher Zeitstellung. | D-2-7439-0106 |      |
| Wolfsbach (Standort)      | Siedlung vor- und frühgeschichtlicher Zeitstellung. | D-2-7439-0107 |      |
| Wolfsbach (Standort)      | Verebnetes Grabenwerk vor- und frühgeschichtlicher Zeitstellung. | D-2-7439-0108 |      |
| Wolfsbach (Standort)      | Siedlung vor- und frühgeschichtlicher Zeitstellung. | D-2-7439-0109 |      |
| Wolfsbach (Standort)      | Bestattungsplatz vor- und frühgeschichtlicher Zeitstellung. | D-2-7439-0110 |      |
| Wolfsbach (Standort)      | Bestattungsplatz vorgeschichtlicher Zeitstellung. | D-2-7439-0111 |      |
| Deutenkofen (Standort)    | Siedlung oder Bestattungsplatz vor- und frühgeschichtlicher Zeitstellung. | D-2-7439-0198 |      |
| Deutenkofen (Standort)    | Siedlung vor- und frühgeschichtlicher Zeitstellung. | D-2-7439-0199 |      |
| Adlkofen (Standort)       | Untertägige frühneuzeitliche Befunde im Bereich der katholischen Kirche St. Andreas in Harskirchen, darunter die Spuren von Vorgängerbauten bzw. älterer Bauphasen. | D-2-7439-0235 |      |
| Adlkofen (Standort)       | Untertägige mittelalterliche und frühneuzeitliche Befunde im Bereich der katholischen Pfarrkirche St. Thomas in Adlkofen mit umgebendem Kirchhof, darunter die Spuren von Vorgängerbauten bzw. älterer Bauphasen.                                                                           | D-2-7439-0270 |      |
| Oberaichbach (Standort)   | Untertägige mittelalterliche und frühneuzeitliche Befunde im Bereich der katholischen Kirche St. Michael in Beutelhausen, darunter die Spuren von Vorgängerbauten bzw. älterer Bauphasen.                                                                                                   | D-2-7439-0274 |      |
| Deutenkofen (Standort)    | Untertägige mittelalterliche und frühneuzeitliche Befunde im Bereich des Hofmarkschlosses Deutenkofen, darunter die Spuren von Vorgängerbauten bzw. älterer Bauphasen. | D-2-7439-0277 |      |
| Deutenkofen (Standort)    | Untertägige mittelalterliche und frühneuzeitliche Befunde im Bereich der katholischen Kirche Bekehrung des Hl. Paulus in Deutenkofen, darunter die Spuren von Vorgängerbauten bzw. älterer Bauphasen.                                                                                       | D-2-7439-0280 |      |
| Adlkofen (Standort)       | Untertägige mittelalterliche und frühneuzeitliche Befunde im Bereich der katholischen Kirche St. Jakob in Günzkofen mit umgebendem Kirchhof, darunter die Spuren von Vorgängerbauten bzw. älterer Bauphasen.                                                                                | D-2-7439-0284 |      |
| Jenkofen (Standort)       | Untertägige mittelalterliche und frühneuzeitliche Befunde im Bereich der katholischen Kirche Mariä Himmelfahrt in Jenkofen, darunter die Spuren von Vorgängerbauten bzw. älterer Bauphasen.                                                                                                 | D-2-7439-0287 |      |
| Adlkofen (Standort)       | Untertägige mittelalterliche und frühneuzeitliche Befunde im Bereich der katholischen Kirche St. Stephan in Läuterkofen, darunter die Spuren von Vorgängerbauten bzw. älterer Bauphasen. | D-2-7439-0291 |      |
| Dietelskirchen (Standort) | Untertägige mittelalterliche und frühneuzeitliche Befunde im Bereich der katholischen Kirche St. Michael in Reichlkofen mit umgebendem Kirchhof, darunter die Spuren von Vorgängerbauten bzw. älterer Bauphasen.                                                                            | D-2-7439-0294 |      |
| Dietelskirchen (Standort) | Untertägige mittelalterliche und frühneuzeitliche Befunde im Bereich der katholischen Kirche St. Aegidius in Ried, darunter die Spuren von Vorgängerbauten bzw. älterer Bauphasen. | D-2-7439-0296 |      |
| Adlkofen (Standort)       | Mittelalterlich-frühneuzeitlicher Erdstall. | D-2-7439-0301 |      |
| Dietelskirchen (Standort) | Siedlung der Münchshöfener Gruppe, der Bronzezeit sowie der Latènezeit. | D-2-7440-0124 |      |
| Dietelskirchen (Standort) | Siedlung vorgeschichtlicher und neolithischer Zeitstellung, unter anderem der Linearbandkeramik und der Münchshöfener Gruppe. | D-2-7440-0125 |      |
| Dietelskirchen (Standort) | Siedlung vorgeschichtlicher Zeitstellung. | D-2-7440-0126 |      |
| Dietelskirchen (Standort) | Untertägige mittelalterliche und frühneuzeitliche Befunde im Bereich der katholischen Kirche St. Bartholomäus in Dechantsreit, darunter die Spuren von Vorgängerbauten bzw. älterer Bauphasen.                                                                                              | D-2-7440-0174 |      |